# Thiên thần Moroni

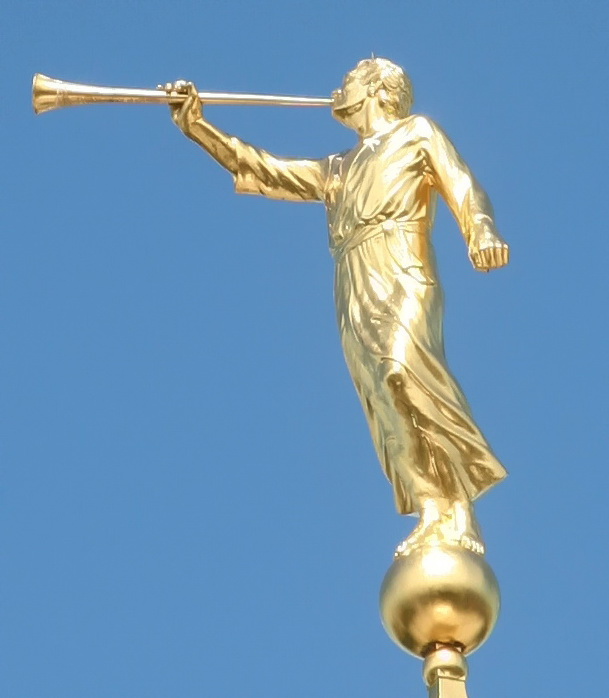
Tượng thiên thần Moroni ở Úc

Thiên thần Moroni (phát âm như là Mô-Rô-Ni) là một vị thiên thần trong Mặc Môn giáo mà Joseph Smith là người sáng lập phong trào Thánh hữu Ngày sau cho biết đã đến thăm ông ta nhiều lần, lần đầu là vào ngày 21 tháng 9 năm 1823. Theo Joseph Smith thì thiên thần Moroni đã người bảo vệ những chiếc đĩa vàng được chôn gần nhà ông Smith ở phía tây New York mà Các Thánh Hữu Ngày Sau tin rằng đó là nguồn gốc của sách Mặc Môn. Là một nhân vật quan trọng trong thần học của phong trào Thánh Hữu Ngày Sau, thiên thần Moroni nổi bật về kiến trúc và nghệ thuật. Ngoài Smith, Ba Nhân Chứng và một số nhân chứng khác cũng có lời chứng rằng họ đã nhìn thấy thiên thần Moroni trong khải tượng vào năm 1829.
Thiên thần Moroni được những tín nhân của giáo hội Các Thánh Hữu Ngày Sau cho là cùng một người với nhà tiên tri-chiến binh trong sách Mặc Môn tên là Mô Rô Ni, người cuối cùng viết lên các bảng khắc bằng vàng. Theo Sách Mặc Môn, thiên thần Moroni là một chiến binh thời tiền Colombia, người đã chôn cất các bảng khắc bằng vàng. Sau khi chết, anh trở thành thiên thần được giao nhiệm vụ hướng đạo Smith đến địa điểm được chỉ định vào những năm 1820. Theo Joseph Smith thì sau đó ông đã trả lại những tấm bảng vàng cho Moroni sau khi chúng được dịch sang tiếng Anh và tính đến năm 1838, thì thiên thần Moroni vẫn là chủ sở hữu những tấm bảng này.

## Tên gọi
Có sự mâu thuẫn nhau về tên của vị thiên thần này. Ban đầu, Smith chỉ gọi là "một thiên thần" mà không xác định được tên. Vì vậy, trong một lá thư năm 1831 của Lucy Mack Smith gửi cho anh trai mình, cô ấy thảo luận về Moroni là người đã chôn những chiếc đĩa vàng, nhưng không xác định anh ta là "thánh thiên thần" vô danh đã cho Smith phương tiện để dịch những ngôn ngữ thiêng liêng từ chiếc đĩa vàng sang tiếng Anh. Trong một diễn biến lịch sử vào năm 1832, Smith nói rằng ông đã được "một thiên thần của Chúa" đến thăm, người đã đề cập đến nhà tiên tri "Moroni" trong Sách Mặc Môn là người cuối cùng khắc các tấm vàng; tuy nhiên, lời kể của Smith không cho biết liệu thiên thần có ám chỉ "chính mình" là Moroni hay không. Smith đã xác định vị thiên thần này chính là Moroni vào năm 1835, trong khi chuẩn bị ấn bản đầu tiên của Giáo Lý và Giao Ước, trong đó ông chỉ ra một số thiên thần sẽ đến thế gian sau Ngày Tái Lâm và uống rượu bí tích với chính mình và Oliver Cowdery. Trong số các thiên sứ đó, tín điều mặc khải liệt kê "Mô Rô Ni, người mà ta đã gửi đến cho ngươi để tiết lộ sách Mặc Môn, chứa đựng phúc âm trọn vẹn vĩnh viễn của ta; người mà ta đã trao cho những chìa khóa của biên sử về cây gậy của Épraim". Vào khoảng thời gian này, Cowdery đang viết lịch sử về Smith, trong đó ông xác định thiên thần là nhà tiên tri Mô Rô Ni trong sách Mặc Môn.

## Miêu tả

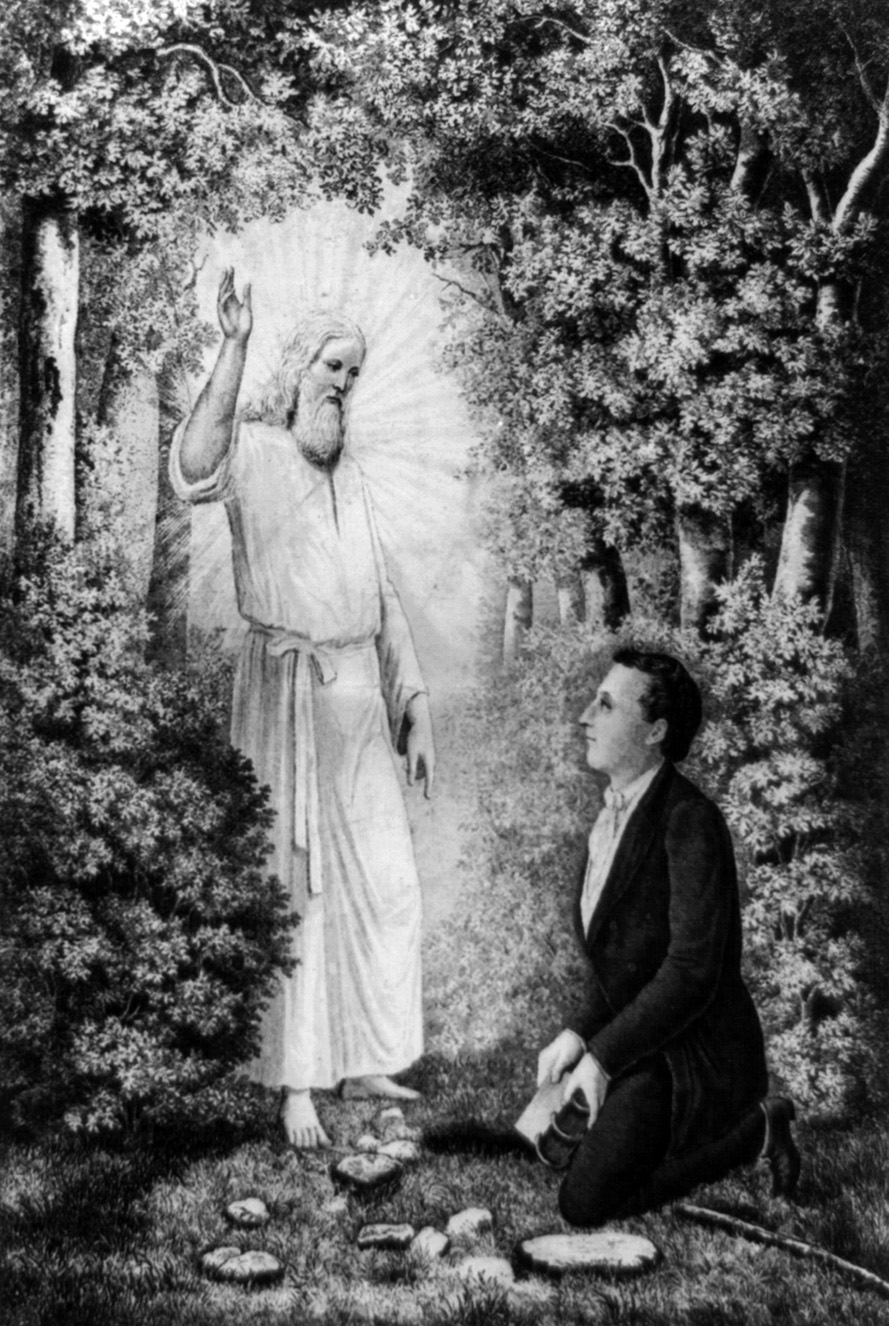
Tranh vẽ cảnh thiên thần Moroni đang khải tượng cho Smith

Trong một trong những câu chuyện của Smith, ông mô tả thiên thần Moroni là một "thiên thần ánh sáng", người "mặc một chiếc áo choàng rộng có màu trắng tinh tế nhất. Đó là một màu trắng vượt xa bất cứ thứ gì trần thế mà tôi từng thấy... Bàn tay của ông để trần. Không chỉ áo choàng của Ngài cực kỳ trắng mà cả con người Ngài đều tỏa ra vầng vinh quang không thể tả được". Theo chị gái của Smith là Katharine Smith Salisbury thì vị thiên thần này "mặc trang phục màu trắng, trắng hơn bất cứ thứ gì Joseph từng thấy trong đời và có một chiếc thắt lưng quanh eo. Anh ấy nhìn thấy bàn tay và cổ tay của mình, và chúng thuần khiết và trắng trẻo". Smith kể rằng vào đêm ngày 21 tháng 9 năm 1823, thiên thần Moroni hiện đến với ông và kể cho ông nghe về những bảng khắc bằng vàng được chôn trong một hộp đá cách nhà Smith vài dặm. Smith nói rằng chính thiên thần đó đã đến thăm anh nhiều lần trong suốt sáu năm tiếp theo, Smith cũng nói rằng thiên thần đã đến thăm ông để lấy lại các bảng khắc vàng sau khi Smith dịch xong một phần chữ viết trên các bảng khắc trong sách Mặc Môn. 

## Nhân chứng
Ngoài Smith, một số người khác theo đạo Mặc Môn thời kỳ đầu cho biết họ đã nhìn thấy thiên thần Moroni và làm chứng cho điều này. Ba Nhân Chứng cho biết họ đã nhìn thấy thiên thần vào năm 1829 là Oliver Cowdery, David Whitmer và Martin Harris. Những tín nhân Mặc Môn đầu tiên khác có thể đã nói rằng họ đã nhìn thấy thiên thần Moroni bao gồm những nhân vật có tên sau đây:
- Hyrum Smith[10]
- Luke Johnson[11][12]
- Zera Pulsipher,[11][13] lời chứng này còn gây ra dị nghị[14]
- W. W. Phelps;[11][15]
- John P. Greene và vợ của anh ta là Rhoda
- John Taylor[16]
- Oliver Granger[17]
- Heber C. Kimball[18]
- Lucy Harris[19]
- Harrison Burgess[16]